# Distretto di Freistadt
Il distretto di Freistadt (in tedesco: Bezirk Freistadt) è uno dei distretti dello stato austriaco dell'Alta Austria.

## Geografia antropica
Il distretto si compone di 27 comuni, di cui 2 con status di città e 17 con diritto di mercato.

### Città
1. Freistadt (7.681)
2. Pregarten (4.732)

### Comuni mercato
1. Bad Zell (2.687)
2. Gutau (2.670)
3. Hagenberg im Mühlkreis (2.500)
4. Kefermarkt (2.151)
5. Königswiesen (3.135)
6. Lasberg (3.040)
7. Leopoldschlag (1.120)
8. Liebenau (1.844)
9. Neumarkt im Mühlkreis (3.012)
10. Rainbach im Mühlkreis (3.021)
11. Sankt Leonhard bei Freistadt (1.530)
12. Sankt Oswald bei Freistadt (2.700)
13. Tragwein (3.071)
14. Unterweißenbach (2.468)
15. Wartberg ob der Aist (3.651)
16. Weitersfelden (1.201)
17. Windhaag (1.734)

### Comuni
1. Grünbach (1.814)
2. Hirschbach (1.213)
3. Kaltenberg (704)
4. Pierbach (1.028)
5. Sandl (1.580)
6. Schönau (1.875)
7. Unterweitersdorf (1.580)
8. Waldburg (1.381)